# Raja straeleni
Raja straeleni  es una especie de pez de la familia de los Rajidae en el orden de los Rajiformes.

## Morfología
Los machos pueden llegar a alcanzar los 70 cm de longitud total y las hembras 67.

## Reproducción
Es ovíparo y las hembras ponen huevos envueltos en una cápsula córnea.

## Alimentación
Come invertebrados y peces hueso.

## Hábitat
Es un pez de mar y de Clima tropical y demersal que vive entre 80–800 m de profundidad.

## Distribución geográfica
Se encuentra en el Océano Atlántico oriental: desde el Sahara Occidental hasta Sudáfrica.

## Observaciones
Es inofensivo para los humanos.